# アブドゥル・モハメッド
アブドゥル・モハメッド（Abdul Mohamed, 生年月日不詳 - ）は、イギリスの男性総合格闘家。イングランド出身。ウルフズレア・ジム所属。元CWFCウェルター級王者。

## 来歴
2005年9月10日、Cage Rage 13の英国ライト級王座決定戦でアレッシャンドリ・イジドロと対戦し、3-0の判定勝ちを収め王座獲得に成功した。
2006年9月30日、Cage Rage 18の世界ライト級タイトルマッチでビトー・"シャオリン"・ヒベイロに挑戦し、チキンウィングアームロックで一本負けを喫し王座獲得に失敗した。
2007年4月21日、Cage Rage 21の英国ライト級タイトルマッチでロス・ポイントンと対戦し、バックハンドブローでKO勝ちを収め王座防衛に成功した。

## 戦績
| 総合格闘技 戦績 | 総合格闘技 戦績 | 総合格闘技 戦績 | 総合格闘技 戦績 | 総合格闘技 戦績 | 総合格闘技 戦績 | 総合格闘技 戦績 |
| --------------- | --------------- | --------------- | --------------- | --------------- | --------------- | --------------- |
| 29 試合         | (T)KO           | 一本            | 判定            | その他          | 引き分け        | 無効試合        |
| 18 勝           | 6               | 1               | 11              | 0               | 3               | 0               |
| 8 敗            | 3               | 2               | 3               | 0               | 3               | 0               |

| 勝敗 | 対戦相手                         | 試合結果                           | 大会名                                                              | 開催年月日     |
| ○    | イアン・ジョーンズ               | 1R 1:40 ギロチンチョーク           | Knuckle Up MMA: Kings of the North                                  | 2010年9月4日   |
| ○    | ラスマス・ベンドセン             | 5分3R終了 判定3-0                  | 10th Legion: Decimation                                             | 2010年2月21日  |
| ×    | ジェイソン・ヤング               | 5分3R終了 判定0-2                  | UCMMA 8: Dynamite                                                   | 2009年10月24日 |
| ×    | ティム・ラドクリフ               | 5分3R終了 判定0-3                  | BAMMA 1: The Fighting Premiership                                   | 2009年6月27日  |
| ○    | ロス・ピアソン                   | 5分3R終了 判定3-0                  | Cage Gladiators 9: Beatdown                                         | 2008年10月4日  |
| △    | アンドレ・ウィナー               | 5分3R終了 引き分け                 | Cage Warriors: Enter the Rough House 7                              | 2008年7月12日  |
| ×    | ルシアノ・アゼベド               | 1R 3:21 三角絞め                   | Cage Gladiators 7                                                   | 2008年4月27日  |
| ○    | ロビー・オリヴィエ               | 5分3R終了 判定2-0                  | Cage Rage 24: Feel the Pain 【Cage Rage英国ライト級タイトルマッチ】 | 2007年12月1日  |
| ×    | デビッド・バロン                 | 1R 3:22 TKO（ドクターストップ）    | Ultimate Force 7: 2 Tuf 2 Tap                                       | 2007年10月20日 |
| ○    | ジェイソン・ボール               | 5分3R終了 判定                     | Ultimate Force 6: Battle of Waterloo                                | 2007年7月21日  |
| ○    | ロス・ポイントン                 | 1R 3:20 KO（バックハンドブロー）   | Cage Rage 21: Judgement Day 【Cage Rage英国ライト級タイトルマッチ】 | 2007年4月21日  |
| ×    | ビトー・"シャオリン"・ヒベイロ   | 1R 4:27 チキンウィングアームロック | Cage Rage 18: Battleground 【Cage Rage世界ライト級タイトルマッチ】  | 2006年9月30日  |
| ○    | ジーン・シウバ                   | 5分3R終了 判定2-0                  | Cage Rage 17: Ultimate Challenge                                    | 2006年7月1日   |
| ○    | アレッシャンドリ・イジドロ       | 5分3R終了 判定3-0                  | FX3: Battle of Britain                                              | 2005年10月15日 |
| ○    | アレッシャンドリ・イジドロ       | 5分3R終了 判定3-0                  | Cage Rage 13: No Fear 【Cage Rage英国ライト級王座決定戦】           | 2005年9月10日  |
| ○    | アレックス・サンドロ             | 3R 4:10 TKO（パンチ連打）          | FX3: Xplosion                                                       | 2005年6月18日  |
| ○    | サミ・ベリック                   | 3R 4:35 TKO                        | Fight Club UK 2: Battle of the Gladiators                           | 2005年5月28日  |
| ○    | ジェス・リアウディン             | 1R終了時 TKO（ドクターストップ）   | Cage Rage 11: Face Off                                              | 2005年4月30日  |
| △    | ポール・デイリー                 | 5分5R終了 引き分け                 | Cage Warriors 9: Xtreme Xmas 【CWFCウェルター級タイトルマッチ】     | 2004年12月18日 |
| ○    | フィル・マッコール               | 5分3R終了 判定3-0                  | House of Pain 1: Fight Night 1                                      | 2004年12月12日 |
| ×    | サミ・ベリック                   | 1R 2:41 TKO（カット）              | Cage Rage 9: No Mercy                                               | 2004年11月27日 |
| ×    | ダニエル・ベイケル               | 判定                               | Pride & Glory 3: Glory Days                                         | 2004年8月7日   |
| ×    | モハメド・カチャ                 | 1R TKO（ドクターストップ）         | Pride & Glory 2: Battle of the Ages                                 | 2004年4月10日  |
| ○    | マーク・エリオット               | 1R TKO                             | Closed Combat Arena 2: Rage in the Cage                             | 2004年3月16日  |
| ○    | ポール・ジェンキンス             | 1R 4:18 TKO                        | Cage Warriors 6: Elimination 【CWFCウェルター級タイトルマッチ】     | 2004年3月7日   |
| ○    | エイドリアン・デゴルスキ         | 5分3R終了 判定3-0                  | Pride and Glory 1 【CWFCウェルター級タイトルマッチ】                | 2004年2月1日   |
| △    | ジャン・フレデリック・デュトリア | 5分3R終了 引き分け                 | XFC 2: The Perfect Storm                                            | 2003年11月9日  |
| ○    | アンディ・クーパー               | 5分3R終了 判定                     | Cage Warriors 5                                                     | 2003年11月2日  |
| ○    | ルイス・バロー                   | 2R終了 判定                        | Goshin Ryu 7                                                        | 2003年9月19日  |

## 獲得タイトル
- 第2代CWFCウェルター級王座（2004年）
- 初代Cage Rage英国ライト級王座（2005年）